# Christkatholische Jugend der Schweiz
Die Christkatholische Jugend der Schweiz (CKJS) war von 1891 bis 2025 der Jugendverband der Christkatholischen Kirche.

## Entstehung
Ursprünglich nur männlichen christkatholischen Jugendlichen zugänglich, wurde im Jahre 1884 der Alt-Katholische Jünglingsverein Zürich gegründet. Bald darauf folgten weitere Jünglingsvereine, die alle zum Ziel hatten, die Jugend für die Christkatholische Kirche zu begeistern.
Am 13. September 1891 wurde in Basel der Schweizerische Verein junger Christkatholiken gegründet. Ab 1909 wurde mit der Vereinigung Töchtergruppe eine Gemeinschaft gegründet, welche die jungen christkatholischen Frauen auf die weit verbreiteten Frauenvereine vorbereiten sollte.
Im Jahre 1954 schlossen die beiden Organisationen sich zum Verband der Christkatholischen Jugend der Schweiz zusammen.

## Organisation
Zuuetzt wurde die CKJS wird von einem Zentralvorstand (ZV) geleitet. Die sechs bis zehn Mitglieder wurden jährlich von der Mitgliederversammlung gewählt. Im Sinne von Verantwortungsbereichen hielt jedes ZV-Mitglied ein oder mehrere Ressorts inne. Diese waren:
- Präsidium
- Vizepräsidium
- Jugendgruppen-Kontakt
- Jugendlager
- Kinderlager
- Kasse
- Kontakt international
- Ökumenische Kontakte
- PR & Information
- Réveil (Verbandszeitschrift)

## Jugendgruppen
Bis in die 1970er Jahre bildeten  Jugendgruppen der Kirchgemeinden die Basis des Vereins. Die Jugendgruppen hatten zum Ziel, den Kontakt unter jugendlichen Christkatholiken zu fördern und dadurch das Gemeindeleben der Christkatholischen Kirche zu bereichern. In den 1980er Jahren wurde der Verband für Einzelmitglieder geöffnet. Mitglieder einer Jugendgruppe, die weiter bestanden, waren automatisch Mitglieder der CKJS.

## Wirksamkeit
Verteilt über das Vereinsjahr (1. Januar bis 31. Dezember) organisiert der Zentralvorstand rund fünf bis zehn Anlässe. Diese können sowohl von geistlicher Natur sein (Jugendgottesdienste, Adventswochenende) als auch eher gesellschaftlichen Zwecken dienen (Kinder- und Jugendlager, JG-Fest). Die meisten Anlässe richten sich an christkatholische Jugendliche ab 14 Jahren.